# Spider-Man 2 (videójáték, 2023)
A Marvel's Spider-Man 2 egy 2023-as akció-kalandjáték, amelyet az Insomniac Games fejlesztett és a Sony Interactive Entertainment adott ki PlayStation 5-re és Windowsra. Ez a harmadik rész a Marvel's Spider-Man sorozatban, a Marvel's Spider-Man (2018) és a Marvel's Spider-Man: Miles Morales (2020) után.

## Játékmenet
A Marvel's Spider-Man 2 egy TPS akció-kalandjáték. Ahogyan az első játékban, Peter Parker és Miles Morales a két főszereplő, Mary Jane és Venom pedig bizonyos küldetésekben játszható karakterekké válnak. Peter és Miles szabadon cserélhetők a nyílt világ felfedezése során, és mindketten rendelkeznek saját küldetésekkel a fő történetben, valamint mellékküldetésekben, amelyek kihasználják egyedi képességeiket. A játék kibővíti az előző részek nyílt világát, lehetővé téve a játékosok számára, hogy Manhattan mellett Brooklynt és Queensed is felfedezzék, amelyek új helyszínekként jelennek meg. Az előző részek harcrendszerére építve mindkét Pókember képes hárítani a fizikai támadásokat, mivel bizonyos ellenségtípusok ellen a kitérés hatástalan. A városban való közlekedés során Peter és Miles új ruhái Web Wings-szel vannak felszerelve, amelyek lehetővé teszik számukra a siklást. A sebességük és a megtett távolság növelhető, ha például szélturbinák adta légáramlatokat használnak ki. Mindkét Pókember kütyükerete bővült új, felszerelhető modokkal a hálóvetőikhez. Ilyen például a Web Line, amely lehetővé teszi, hogy két oszlop közé húzott hálón egyensúlyozzanak, ezzel előnyt szerezve lopakodás közben, vagy a Web Grabber, amely több ellenséget is egy helyre ránt, megkönnyítve a lopakodó kiiktatásokat – akár egyszerre két ellenfélen is. Peter Parker a szokásos képességein túl a Venom szimbiótával egyesülve is játszható, amely csápokat biztosít számára a harcban, valamint egyedi, hálóalapú képességeket is ad neki. Mindkét Pókember saját képességfával rendelkezik, amelyben a tapasztalati szintjüknek megfelelően szerzett képességpontokkal új képességeket oldhatnak fel. Emellett van egy harmadik, közös képességfa is, amely mindkettőjük számára elérhető fejlesztéseket tartalmaz.

## Cselekmény
|  | Alább a cselekmény részletei következnek! |

Peter első napját kezdi fizikatanárként a Brooklyn Visions Akadémián, ahol Miles is az egyik diákja, de a tomboló Homokember megzavarja őket, így mindkét Pókembernek le kell győznie őt. Mivel Peter elhagyja az osztályt, elbocsátják, és visszatér a nagynénje, May házába Queensben – amit már ő költözött bele nagynénje halála után –, hogy találkozzon Mary Jane-nel.  Meglepetésükre Harry, aki csodálatos módon felépült a halálos betegségéből, megérkezik. Harry felveszi Peter-t, hogy dolgozzon az Emily-May Alapítványnál (amelyet May és Harry édesanyja, Emily után neveztek el), hogy együtt valóra válthassák álmaikat, miszerint "meggyógyítják a világot". Közben Kraven és a Vadászai beszivárognak New Yorkba. Egy fogolyátszállítás felügyelete közben a bosszúszomjas Miles nem tudja megakadályozni, hogy a Vadászok elfogják Martin Li-t, aki korábban megölte az apját, Jefferson Davist. Kraven után nyomozva Peter rájön, hogy a vadász szuperképességekkel rendelkező egyéneket üldöz, hogy méltó ellenfélre találjon. Miután már megölte Scorpiont, Rhinót, Keselyűt, Rengetőt és Electrót, Kraven megpróbálja elfogni Fekete Macskát is. Miles azonban segít neki megszökni Párizsba. Amikor Peter, Mary Jane és Harry ellátogatnak a Coney Islandre, hogy újra közelebb kerüljenek egymáshoz, szemtanúi lesznek, ahogy a Vadászok megtámadják a parkot, hogy elfogják a megjavult Tombstone-t. Miközben Peter a civileket menti, a szuperképességekkel rendelkező Harry kisegíti őt. Harry ekkor felfedezi Peter kettős életét, és elárulja, hogy Curt Connors gyógyította meg egy erős, organikus exoskeleton segítségével, amely fizikailag felerősíti a testét – mindezt apja, Norman Osborn nyomására. Mivel az exoskeleton ereje gyorsan fejlődik, Harry segít Peternek megmenteni Tombstone-t, miközben Mary Jane rájön, hogy Kraven elrabolta Connorst. A hármas megpróbálja kiszabadítani őt, de Kraven erőszakkal visszaváltoztatja Connorst a Gyíkká, ellopja a szérumot, amely szükséges lenne a gyógyításához, és halálosan megsebesíti Petert. Mielőtt azonban Peter meghalna, az exoskeleton áthelyezi magát Harry testéről az övére, megmentve az életét. Miután Peter az újonnan megszerzett erejével szembeszáll a Vadászokkal, Kraven személyesen is érdeklődni kezd iránta, mint vadászatának következő célpontja. Miután újra találkozik Harryvel és Mary Jane-nel, Peter megpróbálja visszaadni a ruhát Harrynek, de az nem hajlandó elhagyni őt, így rájönnek, hogy Connors segítségére van szükségük. Kraven nyomozása közben Peter felfedezi, hogy Kraven haldoklik rákban, és olyan ellenfelet keres, aki képes megölni őt a harcban, mielőtt meghalna. Peternek sikerül visszaszereznie a szérumot Kraventől, aki közben rájön, hogy az exoskeleton gyenge pontja az erős hanghatás. Miután Peter és Harry elkészítik az ellenszert Connors számára, Peter Miles segítségével megtalálja és legyőzi őt, majd meggyógyítja. Amikor Connors meglátja, hogy Peter viseli az exoskeletont, felfedi előtte, hogy az valójában egy idegen életforma, egy szimbióta, amelyet az Oscorp évekkel korábban egy meteoritból szerzett, és figyelmezteti Petert, hogy pusztítsa el. A szimbióta romboló hatása alatt Peter nem hajlandó megválni tőle, és továbbra is megtartja, még annak ellenére is, hogy kiderül, Harry betegsége visszatért, ami megterheli a barátságukat. Peter egyre agresszívabbá válik a Vadászok elleni harcban, és egy ponton majdnem megöli Mary Jane-t is. Eközben Kraven elfogja Milest, és arra kényszeríti, hogy harcoljon Li ellen. Miles végül felülemelkedik a Li iránti haragján, segít neki megszökni, és arra kéri, hogy keresse meg Petert. Miután Li tájékoztatja Petert Miles hollétéről, Peter megrohamozza Kraven erődítményét, hogy kiszabadítsa őt, és majdnem megöli Kravent, mielőtt Miles közbelép és ráveszi őt, hogy váljon meg a szimbiótától. Peter az Oscorphoz viszi a szimbiótát, hogy megsemmisítse, de a kétségbeesett Harry közbelép, visszaszerzi azt, és Venommá alakul. Miután lemészárolja az Oscorp alkalmazottait, akik megpróbálják eltávolítani róla a szimbiótát, a fertőzött Harry megszökik a Times Square-re. Itt legyőzi Kraven több vadászát, majd végül Kravent is megöli. Venom meggyőzi Harryt, hogy "gyógyítsák meg a világot" azzal, hogy mindenkit megfertőznek szimbiótákkal, kezdve New Yorkkal. Ennek részeként Venom átalakítja Mary Jane-t Sikollyá, de Peter egy harc után segít neki kitörni a szimbióta irányítása alól. Miközben Peter és Miles megpróbálják megállítani Venomot, Peter legyengül a szervezetében maradt szimbióta maradványától. Miután Miles rendezte kapcsolatát Livel, az utóbbi az erejével átalakítja a szimbiótát Anti-Venom szimbiótává, amely képes elpusztítani a többi szimbiótát. Közben Venom megtalálja azt a meteoritot, amely egykor a Földre hozta őt, és azzal megerősíti magát, felgyorsítva az inváziót. Peter és Miles elterelik Venom figyelmét, miközben Mary Jane ellopja a meteoritot, majd az EMF részecskegyorsítójával elpusztítja, megsemmisítve Venom ivadékait. Harry kérésére Peter végül elpusztítja Venomot, megszabadítva Harryt az irányítása alól, de ezzel kómába ejtve őt. A történtek után Mary Jane otthagyja a Daily Bugle-t, hogy saját podcastet indítson, és összeköltözik Peterrel. Peter úgy dönt, hogy egy időre szünetelteti a Pókember szerepét, hogy az EMF újjáépítésére koncentráljon, és megbízik Milesban, hogy megvédje a várost. Norman Harry állapotának romlásáért a Pókembereket hibáztatja, és meglátogatja a börtönben raboskodó Otto Octaviust, hogy követelje tőlük a kilétüket. Octavius azonban visszautasítja, és kárörvendve élvezi Norman szenvedését. Közben Miles befejezi a főiskolai esszéjét, majd találkozik édesanyja, Rio új barátjával, Albert Moonnal, aki bemutatja nekik a lányát, Cindy-t.
|  | Itt a vége a cselekmény részletezésének! |

## Fejlesztés
Mind az első játék, mind pedig annak spin-offja, a Marvel’s Spider-Man: Miles Morales burkolt utalásokat tartalmazott a jövőbeli folytatásokra. Az utójelenetek arra engedtek következtetni, hogy az Insomniac Games tervezi Venom bevezetését a történetbe, valamint hogy Norman Osborn és fia, Harry jelentősebb szerepet kapnak a későbbi részekben. Amikor 2020 júniusában a PlayStation 5 bemutató eseményén leleplezték Miles Morales-t, az Insomniac kijelentette, hogy egy önálló játék, amelyben Miles a főszereplő, nem vonja el a figyelmet arról a tényről, hogy a jövőbeli játékokban még „sok elmesélni való maradt Peter történetéből.” A Marvel’s Spider-Man 2 és a testvérjátéka, a Marvel’s Wolverine közösen került bejelentésre az Insomniac Games által a 2021 szeptemberi PlayStation Showcase eseményen. Bryan Intihar és Ryan Smith a játék kreatív, illetve játékigazgatójaként térnek vissza, ugyanazokat a szerepeket betöltve, mint a Marvel’s Spider-Man-ben. Yuri Lowenthal, Nadji Jeter és Tony Todd alakítják Peter Parkert, Miles Moralest és Venomot.

## Fogadtatás
| Összegzőoldal | Értékelés |
| ------------- | --------- |
| Metacritic    | 90/100    |

| Szerző         | Értékelés |
| -------------- | --------- |
| Destructoid    | 9/10      |
| Easy Allies    | 9/10      |
| Eurogamer      | 4/5       |
| Famicú         | 38/40     |
| Game Informer  | 9,5/10    |
| GameSpot       | 8/10      |
| GamesRadar+    | 5/5       |
| Hardcore Gamer | 4,5/5     |
| IGN            | 8/10      |
| PCMag          | 4/5       |
| Push Square    | 8/10      |
| Shacknews      | 10/10     |
| The Guardian   | 5/5       |
| VG247          | 5/5       |
| VideoGamer.com | 10/10     |

A Marvel’s Spider-Man 2 a Metacritic értékelésgyűjtő oldal szerint „egyöntetű elismerést” kapott a kritikusoktól.
Az OpenCritic értékelésgyűjtő oldalon a kritikák 97%-a ajánlja a játékot.
A játék jelentős dicséretet kapott a narratívájáért és a főszereplők kidolgozottságáért. Gene Park, a The Washington Post újságírója méltatta Peter Parker és Miles Morales kapcsolatának fejlődését, valamint Peter és Harry Osborn barátságát. Kiemelte, hogy a történet feszültsége a lehető legmesszebb lett fokozva, és mindezt „élvezetes volt végignézni.”

## Díjak, elismerések
| Év   | Díj                             | Kategória                                               | Eredmények            |
| ---- | ------------------------------- | ------------------------------------------------------- | --------------------- |
| 2023 | The Game Awards                 | Az év játéka                                            | Jelölve               |
| 2023 | The Game Awards                 | Legjobb rendezés                                        | Jelölve               |
| 2023 | The Game Awards                 | Legjobb történet                                        | Jelölve               |
| 2023 | The Game Awards                 | Legjobb audiovizuális élmény                            | Jelölve               |
| 2023 | The Game Awards                 | Legjobb alakítás (Yuri Lowenthal)                       | Jelölve               |
| 2023 | The Game Awards                 | Innováció az akadálymentesítésben                       | Jelölve               |
| 2023 | The Game Awards                 | Legjobb akció-kalandjáték                               | Jelölve               |
| 2023 | The Game Awards                 | Játékosok év játéka                                     | Jelölve               |
| 2023 | Golden Joystick Awards          | Az év játéka                                            | Jelölve               |
| 2023 | Golden Joystick Awards          | Legjobb főszereplő (Nadji Jeter)                        | Jelölve               |
| 2023 | Golden Joystick Awards          | Legjobb főszereplő (Yuri Lowenthal)                     | Jelölve               |
| 2023 | Golden Joystick Awards          | Legjobb mellékszereplő (Laura Bailey)                   | Jelölve               |
| 2023 | Hollywood Music in Media Awards | Legjobb eredeti zene (Swing)                            | Elnyerte              |
| 2023 | Hollywood Music in Media Awards | Legjobb zenei felügyelet                                | Jelölve               |
| 2023 | Hollywood Music in Media Awards | Legjobb zenei tervezés                                  | Jelölve               |
| 2024 | New York Game Awards            | Big Apple díj az év játékának                           | Elnyerte              |
| 2024 | New York Game Awards            | Szabadság-szobor díj a legjobb világért                 | Elnyerte              |
| 2024 | D.I.C.E. Awards                 | Az év akciójátéka                                       | Elnyerte              |
| 2024 | D.I.C.E. Awards                 | Kiemelkedő teljesítmény animációban                     | Elnyerte              |
| 2024 | D.I.C.E. Awards                 | Kiemelkedő teljesítmény audióvizualitásban              | Elnyerte              |
| 2024 | D.I.C.E. Awards                 | Kiemelkedő karakterábrázolás (Miles Morales)            | Elnyerte              |
| 2024 | D.I.C.E. Awards                 | Kiemelkedő eredeti zenei kompozíció                     | Elnyerte              |
| 2024 | D.I.C.E. Awards                 | Kiemelkedő technikai teljesítmény                       | Elnyerte              |
| 2024 | D.I.C.E. Awards                 | Kiemelkedő karakteranimáció                             | Elnyerte              |
| 2024 | D.I.C.E. Awards                 | Az év játéka                                            | Jelölve               |
| 2024 | D.I.C.E. Awards                 | Kiemelkedő rendezés                                     | Jelölve               |
| 2024 | D.I.C.E. Awards                 | Kiemelkedő művészeti rendezés                           | Jelölve               |
| 2024 | Annie Awards                    | Kiemelkedő karakter animációk                           | Jelölve               |
| 2024 | Visual Effects Society Awards   | Kiemelkedő vizuális effektek egy valós idejű projektben | Jelölve               |
| 2024 | Game Developers Choice Awards   | Az év játéka                                            | Jelölve               |
| 2024 | Game Developers Choice Awards   | Legjobb hang                                            | Jelölve               |
| 2024 | Game Developers Choice Awards   | Legjobb dizájn                                          | Tiszteletbeli említés |
| 2024 | Game Developers Choice Awards   | Innovációs díj                                          | Tiszteletbeli említés |
| 2024 | Game Developers Choice Awards   | Legjobb történet                                        | Jelölve               |
| 2024 | Game Developers Choice Awards   | Társadalmi hatás díj                                    | Tiszteletbeli említés |
| 2024 | Game Developers Choice Awards   | Legjobb technológia                                     | Jelölve               |
| 2024 | Game Developers Choice Awards   | Közönségi díj                                           | Jelölve               |
| 2024 | British Academy Games Awards    | Legjobb főszereplő (Nadji Jeter)                        | Elnyerte              |
| 2024 | British Academy Games Awards    | Legjobb játék                                           | Jelölve               |
| 2024 | British Academy Games Awards    | Legjobb animáció                                        | Jelölve               |
| 2024 | British Academy Games Awards    | Legjobb hang                                            | Jelölve               |
| 2024 | British Academy Games Awards    | Legjobb dizájn                                          | Jelölve               |
| 2024 | British Academy Games Awards    | Legjobb zene                                            | Jelölve               |
| 2024 | British Academy Games Awards    | Legjobb főszereplő (Yuri Lowenthal)                     | Jelölve               |
| 2024 | British Academy Games Awards    | Legjobb mellékszereplő (Tony Todd)                      | Jelölve               |
| 2024 | British Academy Games Awards    | Legjobb technikai teljesítmény                          | Jelölve               |
| 2024 | British Academy Games Awards    | EE év játéka                                            | Jelölve               |
| 2024 | British Academy Games Awards    | Művészeti teljesítmény                                  | Hosszú listás         |
| 2024 | Golden Reel Awards              | Kiemelkedő hangvágás - Effektek                         | Elnyerte              |
| 2024 | Golden Reel Awards              | Kiemelkedő hangvágás - Dialógusok                       | Jelölve               |
| 2024 | Golden Reel Awards              | Kiemelkedő hangvágás - Zene                             | Jelölve               |
| 2025 | 67. Grammy-gála                 | Legjobb videójáték- és interakítv média-zene            | Jelölve               |
| 2025 | Game Audio Network Guild Awards | Legjobb átvezetői hangzás                               | Elnyerte              |
| 2025 | Game Audio Network Guild Awards | Legjobb szereposztás                                    | Elnyerte              |
| 2025 | Game Audio Network Guild Awards | Legjobb Foley játék                                     | Elnyerte              |
| 2025 | Game Audio Network Guild Awards | Az év dialógusa                                         | Elnyerte              |
| 2025 | Game Audio Network Guild Awards | Az év hangja                                            | Jelölve               |
| 2025 | Game Audio Network Guild Awards | Legjobb keverés                                         | Jelölve               |
| 2025 | Game Audio Network Guild Awards | Legjobb trailer hang                                    | Jelölve               |
| 2025 | Game Audio Network Guild Awards | Legjobb szinkron teljesítmény (Jim Pirri)               | Jelölve               |
| 2025 | Game Audio Network Guild Awards | Legjobb szinkron teljesítmény (Nadji Jeter)             | Jelölve               |
| 2025 | Game Audio Network Guild Awards | Legjobb szinkron teljesítmény (Tony Todd)               | Jelölve               |
| 2025 | Game Audio Network Guild Awards | Kreatív és technikai teljesítmény a hangtervezésben     | Jelölve               |
| 2025 | Game Audio Network Guild Awards | Az év hangdizájnja                                      | Jelölve               |

## Fordítás
Ez a szócikk részben vagy egészben  a   Spider-Man 2 (2023 video game) című angol Wikipédia-szócikk ezen változatának fordításán alapul.  Az eredeti cikk szerkesztőit annak laptörténete sorolja fel. Ez a jelzés csupán a megfogalmazás eredetét és a szerzői jogokat jelzi, nem szolgál a cikkben szereplő információk forrásmegjelöléseként.